# 170P/Christensen
170P/Christensen (też: Christensen 4) – kometa krótkookresowa z rodziny komet Jowisza.

## Odkrycie
Kometę tę odkrył 17 czerwca 2005 roku Eric J. Christensen w ramach projektu Mount Lemmon Survey, który jest częścią innego projektu badawczego (Catalina Sky Survey). Kometa nosi nazwę pochodzącą od odkrywcy.

## Orbita komety i właściwości fizyczne
Orbita komety 170P/Christensen ma kształt elipsy o mimośrodzie 0,3. Jej peryhelium znajduje się w odległości 2,92 j.a., aphelium zaś 5,48 j.a. od Słońca. Jej okres obiegu wokół Słońca wynosi 8,6 roku, nachylenie do ekliptyki to wartość 10,13˚.
Średnica jądra tej komety to maks. kilka km.